# Wolfgang Pav
Wolfgang Pav (* 5. Oktober 1943 in Wien) ist ein österreichischer Journalist und Historiker.

## Leben
1962 maturierte er  am Humanistischen Gymnasium G 13 in Wien. Es folgte ein Studium an der Hochschule für Welthandel.  Daneben übte er eine Tätigkeit zunächst als kaufmännischer Angestellter, ab 1965 als Journalist bei verschiedenen Pressediensten aus. Ab 1969 war er Redakteur beim Pressedienst der Paneuropa-Union Österreich.
Von 1972  bis 2005 war er Redakteur, ab 1981 leitender Redakteur in verschiedenen Funktionen im Aktuellen Dienst  beim  ORF-Fernsehen in den Bereichen Innenpolitik und "Hohes Haus". Pav war  Leiter der Sendung "Wir", Chef vom Dienst der "Zeit im Bild" und zuletzt Leiter der Aktuellen Sportredaktion.
Im Herbst 2002 im Zuge eines Bildungskarenzjahres begann er mit dem Geschichtsstudium an der Universität Wien. Schwerpunkte innerhalb des Studiums lagen im Bereich neuere und neueste Geschichte, vor allem die Beschäftigung mit dem Nationalsozialismus, dem Fundamentalismus, der Wirtschaftsgeschichte des 20. Jahrhunderts, sowie der Geschichte von Kroatien, Dalmatien und Bosnien / Herzegowina. Von 2003 bis 2005 erfolgte die Rückkehr in den ORF.  Seit der Pensionierung Ende 2005 arbeitet Pav als freier Journalist in Wien. Vortragstätigkeit. Im März 2008 erfolgte die Sponsion zum Mag. Phil., im Jänner 2011 die Promotion zum Dr. Phil., Fachrichtung Geschichte.

## Arbeiten
- mehrere TV-Dokumentationen (u. a. „Das Amt des Bundespräsidenten“, „Entwicklungshilfe“),
- Autor des Kapitels „Sprache in Bild und Ton“ in „Praktischer Journalismus“ (Hg. Heinz Pürer, Salzburg 1984 und 1996).
- Autor des Kapitels "Katholische Kirche, Politik und Medien in Österreich in den letzten Jahrzehnten des 20. Jahrhunderts" in "Re-Sakralisierung des öffentlichen Raums in Südosteuropa nach der Wende 1989?" (Hg. Alojz Ivanisevic, Frankfurt / M. 2012).

- Diplomarbeit: „Die Dalmatinischen Abgeordneten im Österreichischen Reichsrat nach der Wahlrechtsreform von 1907“.
- Dissertation: "Niko Nardelli. Österreichs Statthalter in Dalmatien 1906 - 1911. Ein "politischer Beamter" im Spannungsfeld von Zentralmacht und Landesinteressen.[1]
- Vorträge zur neueren Geschichte Dalmatiens und Kroatiens.